# Invencibles (programa de televisión)
Invencibles fue un reality show chileno basado en el programa irlandés Ireland's Fittest Family, producido y transmitido por Chilevisión. Fue transmitido desde el 6 de enero de 2019 y finalizó el 14 de abril del mismo año.
12 familias de distintas regiones del país, compuestas inicialmente por cuatro integrantes, ya sean padres, primos, hermanos, tíos, sobrinos, parejas, etc., entraron al programa, siéndoles asignados coaches que eran figuras deportivas nacionales, quienes los entrenaban para que más tarde se enfrentaran en circuitos y duelos, con el objetivo de demostrar quién merece ser la familia más fuerte de Chile. El programa partió presentando a las 12 familias participantes y más tarde se les asignaron los coaches, donde cada uno comandaría a tres familias, y si todas ellas eran eliminadas, el coach también debía abandonar la competencia.

## Producción

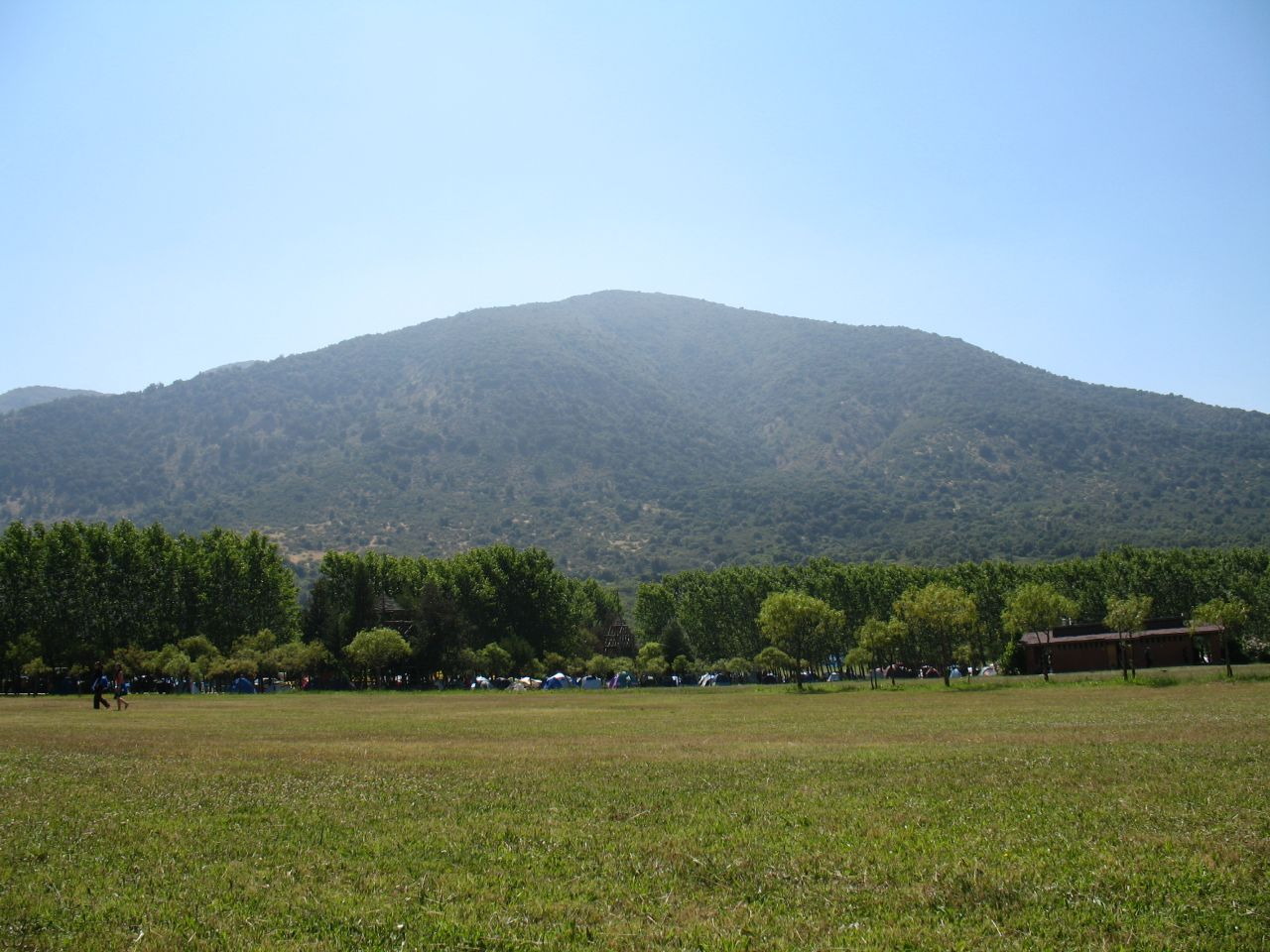
Hacienda de Picarquín, lugar donde se grabaron algunos episodios de Invencibles

El programa comenzó a emitirse el 6 de enero de 2019 por Chilevisión. Inicialmente, las grabaciones comenzaron en la Hacienda de Picarquín, que se encuentra ubicada en la ciudad de Rancagua, a 85,7 km de la capital chilena. En aquel lugar se grabaron parte de los episodios del reality, ya que en otras ocasiones, el programa se trasladó a Santiago, concretamente a la sede del canal, a continuar grabando, y en una única instancia, incluso todos los participantes y la producción tuvieron que viajar hasta Valparaíso, también a seguir filmando el programa.

### Casting
El casting para escoger a los 48 participantes (12 familias de 4 integrantes inicialmente) comenzó el 21 de noviembre de 2018 con un spot donde aparecían varios clips de la versión original del programa además de personas entrenando, seguido por apariciones intermitentes del logo del programa. Más tarde se emitieron otros cuatro spots donde aparecían los cuatro coaches entrenando, seguido de algunos clips de sus momentos más importantes de sus carreras, culminando con la frase ''podría ser tu coach''.

### Promoción
Ya terminado el casting, se emitió días después un último spot donde aparecía una familia en una casa de campo comiendo, donde se puede ver una abuela sirviendo el té y preguntándole a su nieto cómo estuvo el fin de semana con su familia, a lo que el joven responde que no estuvo nada mal, seguido de escenas donde se muestra a su familia compitiendo en un circuito extremo en Picarquín, finalizando con el logo del programa y los cuatro coaches que integraban el elenco principal, acompañados de la anfitriona, Kika Silva.

## Equipo del programa
- Presentadora: Kika Silva, da la apertura al programa, menciona a las familias que ganan y pierden, se encarga de despedir y agradecer a las familias eliminadas y cierra el episodio.[7]

- Coaches:
  - Pangal Andrade: Kayakista chileno, conocido por ganar el reality Año 0.
  - Horacio de la Peña: Exjugador de tenis, argentino nacionalizado chileno.
  - Pablo Contreras: Exfutbolista chileno y ex seleccionado nacional, actualmente Gerente Deportivo de Rodelindo Román.
  - Carolina ''Krespita'' Rodríguez: Boxeadora chilena invicta, campeona mundial peso gallo de boxeo por la WIBA y la FIB.

## Fases del reality

### Prueba de inicio
Las 12 familias parten el capítulo enfrentándose entre ellas, ya sea en un circuito de llaves (familia vs familia) o en uno contrarreloj, en donde deben completar la prueba de obstáculos antes que la otra familia o más rápido que el otro equipo. Quienes hayan resultado victoriosos, pasarán a otra etapa denominada Todo o Nada, y los equipos perdedores deberán jugar en la Zona de Riesgo.

### Todo o Nada
Las familias que resultaron ganadoras en la Prueba de Inicio disputan una Medalla del Tiempo en esta fase. Dicha medalla le otorga al equipo que la obtenga, 10 segundos de ventaja en la próxima Prueba de Inicio. El Todo o Nada generalmente repite el mismo circuito utilizado en la etapa anterior, con la diferencia de que la familia que logre completarlo en el menor tiempo posible, obtendrá la Medalla del Tiempo. Quien resulte perdedor en el Todo o Nada, ya sea perdiendo su llave o marcando el peor registro, deberá ir a la Competencia de Eliminación.

### Zona de Riesgo
Quienes hayan perdido la Prueba de Inicio compiten en esta fase, en llaves. A diferencia del Todo o Nada, el circuito utilizado para la Zona de Riesgo es muy diferente. La Zona de Riesgo se puede hacer en dos llaves de dos o tres familias, dependiendo de cuántas queden en competencia y cuántas hayan perdido. Los primeros equipos que logren superar la prueba, se mantienen en el programa una semana más, mientras que la o las familias perdedoras irán a la Competencia de Eliminación.

### Competencia de Eliminación
Es la última fase de competencia. La(s) familia(s) que perdió(perdieron) la Zona de Riesgo y aquella que fue derrotada en el Todo o Nada se enfrentan en la Competencia de Eliminación, donde puede haber dos o tres familias en riesgo. El equipo que resulte en último lugar debe abandonar la competencia para siempre, y si la familia derrotada es la última restante de un coach, él también debe dejar el programa.

## Participantes
| Familia      | Integrantes | Situación actual                | Coach              |
| ------------ | ----------- | ------------------------------- | ------------------ |
| Curotto      | 5           | Familia ganadora de Invencibles | Pangal Andrade     |
| Zirpel       | 5           | Segundo lugar                   | Pablo Contreras    |
| Ortiz        | 5           | Tercer lugar 4° eliminado       | Horacio de la Peña |
| Ponce        | 4           | 9° eliminado 7° eliminado       | Horacio de la Peña |
| Prieto       | 5           | 12° eliminado                   | Krespita Rodríguez |
| Huerta       | 5           | 11° eliminado                   | Pablo Contreras    |
| López        | 8           | 8° eliminado                    | Krespita Rodríguez |
| Macchiavello | 7           | 6° eliminado 10° eliminado      | Pangal Andrade     |
| Castillo     | 5           | 5° eliminado 9° eliminado       | Krespita Rodríguez |
| Schopf       | 4           | 3° eliminado                    | Pablo Contreras    |
| Reginato     | 5           | 2° eliminado                    | Horacio de la Peña |
| Zamorano     | 5           | 1° eliminado                    | Pangal Andrade     |

## Resultados generales

### Prueba de inicio
| Familia      | Prueba | Prueba     | Prueba     | Prueba     | Prueba     | Prueba     | Prueba     | Prueba     | Prueba     | Prueba     | Prueba     | Prueba     | Prueba     | Prueba     | Prueba     |
| ------------ | ------ | ---------- | ---------- | ---------- | ---------- | ---------- | ---------- | ---------- | ---------- | ---------- | ---------- | ---------- | ---------- | ---------- | ---------- |
| Familia      | 1      | 2          | 3          | 4          | 5          | 6          | 7          | 8          | 9          | 10         | 11         | 12         | 13         | 14         | 15         |
| Curotto      | Pierde | Pierde     | Pierde     | Gana       | Pierde     | 7:57       | Gana       | 2:10       | 13:34      | 2:35       | Gana       | 5:57       | Pierde     | Gana       | Gana       |
| Zirpel       | Gana   | Gana       | Gana       | Gana       | Gana       | 6:51       | Gana       | 2:40       | 13:43      | 2:37       | Pierde     | 6:00       | Gana       | Gran Final | Gran Final |
| Ortiz        | Pierde | Gana       | Pierde     | Gana       | Eliminados | Eliminados | Eliminados | 3:33       | 13:37      | 3:02       | Pierde     | 6:05       | Pierde     | Gana       | Pierde     |
| Ponce        | Gana   | Gana       | Gana       | Pierde     | Gana       | 7:15       | Pierde     | 3:23       | 13:02      | 3:29       | Gana       | 5:48       | Gana       | Pierde     | Eliminados |
| Prieto       | Gana   | Pierde     | Gana       | Gana       | Gana       | 7:50       | Pierde     | 3:16       | 13:34      | 2:45       | Gana       | 6:20       | Eliminados | Eliminados | Eliminados |
| Huerta       | Gana   | Pierde     | Pierde     | Pierde     | Pierde     | 6:43       | Gana       | 3:09       | 12:43      | 3:15       | Pierde     | Eliminados | Eliminados | Eliminados | Eliminados |
| López        | Pierde | Gana       | Gana       | Pierde     | Gana       | 7:43       | Pierde     | 4:28       | Eliminados | Eliminados | Eliminados | Eliminados | Eliminados | Eliminados | Eliminados |
| Macchiavello | Gana   | Pierde     | Pierde     | Gana       | Pierde     | 6:59       | Eliminados | 4:09       | 14:10      | 4:29       | Eliminados | Eliminados | Eliminados | Eliminados | Eliminados |
| Castillo     | Gana   | Gana       | Gana       | Pierde     | Pierde     | Eliminados | Eliminados | 4:06       | 15:09      | Eliminados | Eliminados | Eliminados | Eliminados | Eliminados | Eliminados |
| Schopf       | Pierde | Pierde     | Pierde     | Eliminados | Eliminados | Eliminados | Eliminados | Eliminados | Eliminados | Eliminados | Eliminados | Eliminados | Eliminados | Eliminados | Eliminados |
| Reginato     | Pierde | Pierde     | Eliminados | Eliminados | Eliminados | Eliminados | Eliminados | Eliminados | Eliminados | Eliminados | Eliminados | Eliminados | Eliminados | Eliminados | Eliminados |
| Zamorano     | Pierde | Eliminados | Eliminados | Eliminados | Eliminados | Eliminados | Eliminados | Eliminados | Eliminados | Eliminados | Eliminados | Eliminados | Eliminados | Eliminados | Eliminados |

     Pierde pero no va a Zona de Riesgo o Competencia de Eliminación
     Clasifica a Semifinal
     Clasifica a Prueba de Clasificación a la Gran Final
     Clasifica a la Gran Final

### Todo o Nada
| Familia      | Prueba       | Prueba       | Prueba       | Prueba       | Prueba       | Prueba  | Prueba       | Prueba       | Prueba  | Prueba       | Prueba       |
| ------------ | ------------ | ------------ | ------------ | ------------ | ------------ | ------- | ------------ | ------------ | ------- | ------------ | ------------ |
| Familia      | 1            | 2            | 3            | 4            | 5            | 6       | 7            | 8            | 9       | 10           | 11           |
| Curotto      | No participa | No participa | No participa | 3:10         | No participa | No hubo | Gana         | Gana         | No hubo | Gana         | Abandonan    |
| Zirpel       | 3:21         | 3:02         | 2:22         | 4:41         | 2:17         | No hubo | Pierde       | Pierde       | No hubo | Pierde       | No participa |
| Ortiz        | No participa | 3:47         | No participa | 8:37         | No participa | No hubo | No participa | No participa | No hubo | No participa | No participa |
| Ponce        | 3:37         | 3:29         | 2:35         | No participa | 2:42         | No hubo | No participa | No participa | No hubo | No participa | 14:11        |
| Prieto       | 4:02         | No participa | 3:26         | 3:49         | 2:25         | No hubo | No participa | No participa | No hubo | Pierde       | 13:02        |
| Huerta       | 5:29         | No participa | No participa | No participa | No participa | No hubo | Pierde       | No participa | No hubo | No participa | No participa |
| López        | No participa | 3:24         | 2:43         | No participa | Abandonan    | No hubo | No participa | No participa | No hubo | No participa | No participa |
| Macchiavello | 4:36         | No participa | No participa | 3:25         | No participa | No hubo | No participa | No participa | No hubo | No participa | No participa |
| Castillo     | 3:49         | 3:56         | 2:55         | No participa | No participa | No hubo | No participa | No participa | No hubo | No participa | No participa |
| Schopf       | No participa | No participa | No participa | No participa | No participa | No hubo | No participa | No participa | No hubo | No participa | No participa |
| Reginato     | No participa | No participa | No participa | No participa | No participa | No hubo | No participa | No participa | No hubo | No participa | No participa |
| Zamorano     | No participa | No participa | No participa | No participa | No participa | No hubo | No participa | No participa | No hubo | No participa | No participa |

     Ganan el Todo o Nada, reciben la Medalla del Tiempo y son la familia más fuerte de la semana
     Ganan pero no reciben la Medalla del Tiempo
     Pierden pero no van a Competencia de Eliminación
     Pierden el Todo o Nada, marcan el peor registro y van a Competencia de Eliminación

### Zona de Riesgo
| Familia      | Prueba       | Prueba       | Prueba       | Prueba       | Prueba       | Prueba       | Prueba       | Prueba  | Prueba       | Prueba       | Prueba       | Prueba       |
| ------------ | ------------ | ------------ | ------------ | ------------ | ------------ | ------------ | ------------ | ------- | ------------ | ------------ | ------------ | ------------ |
| Familia      | 1            | 2            | 3            | 4            | 5            | 6            | 7            | 8       | 9            | 10           | 11           | 12           |
| Curotto      | Gana         | Gana         | Gana         | No participa | Gana         | Gana         | No participa | No hubo | No participa | No participa | No participa | Gana         |
| Zirpel       | No participa | No participa | No participa | No participa | No participa | Gana         | No participa | No hubo | Gana         | No participa | Gana         | Gana         |
| Ortiz        | Gana         | No participa | Pierde       | No participa | No participa | No participa | No participa | No hubo | Gana         | Gana         | Pierde       | Pierde       |
| Ponce        | No participa | No participa | No participa | Pierde       | No participa | Gana         | 5:09         | No hubo | No participa | Pierde       | No participa | No participa |
| Prieto       | No participa | Gana         | No participa | No participa | No participa | Gana         | 5:56         | No hubo | No participa | No participa | No participa | Pierde       |
| Huerta       | No participa | Gana         | Gana         | Pierde       | Gana         | No participa | 2:45         | No hubo | No participa | Gana         | Pierde       | No participa |
| López        | Gana         | No participa | No participa | Gana         | No participa | Pierde       | 5:44         | No hubo | No participa | No participa | No participa | No participa |
| Macchiavello | No participa | Gana         | Gana         | No participa | Pierde       | Pierde       | No participa | No hubo | Pierde       | Pierde       | No participa | No participa |
| Castillo     | No participa | No participa | No participa | Gana         | Pierde       | No participa | No participa | No hubo | Pierde       | No participa | No participa | No participa |
| Schopf       | Gana         | Pierde       | Pierde       | No participa | No participa | No participa | No participa | No hubo | No participa | No participa | No participa | No participa |
| Reginato     | Pierde       | Pierde       | No participa | No participa | No participa | No participa | No participa | No hubo | No participa | No participa | No participa | No participa |
| Zamorano     | Pierde       | No participa | No participa | No participa | No participa | No participa | No participa | No hubo | No participa | No participa | No participa | No participa |

     Gana y queda en primer lugar
     Gana y queda en segundo lugar
     Pierde y va a Competencia de Eliminación

### Prueba de Reingreso
| Familia      | Situación     |
| ------------ | ------------- |
| Zamorano     | Séptimo lugar |
| Reginato     | Quinto lugar  |
| Schopf       | Sexto lugar   |
| Ortiz        | Primer lugar  |
| Castillo     | Tercer lugar  |
| Macchiavello | Segundo lugar |
| Ponce        | Cuarto lugar  |

     Reingresa a la competencia
     Equipo eliminado permanentemente

### Competencia de Eliminación
| Familia      | Prueba       | Prueba       | Prueba       | Prueba       | Prueba       | Prueba       | Prueba       | Prueba       | Prueba       | Prueba       | Prueba       | Prueba       |
| ------------ | ------------ | ------------ | ------------ | ------------ | ------------ | ------------ | ------------ | ------------ | ------------ | ------------ | ------------ | ------------ |
| Familia      | 1            | 2            | 3            | 4            | 5            | 6            | 7            | 8            | 9            | 10           | 11           | 12           |
| Curotto      | No participa | No participa | No participa | No participa | No participa | No participa | No participa | No participa | No participa | No participa | No participa | No participa |
| Zirpel       | No participa | No participa | No participa | No participa | No participa | No participa | No participa | No participa | No participa | No participa | No participa | No participa |
| Ortiz        | No participa | No participa | Gana         | Pierde       | No participa | No participa | No participa | No participa | No participa | No participa | Gana         | Gana         |
| Ponce        | No participa | No participa | No participa | Gana         | No participa | No participa | Pierde       | No participa | No participa | Gana         | No participa | No participa |
| Prieto       | No participa | No participa | Gana         | No participa | No participa | No participa | No participa | No participa | No participa | No participa | No participa | Pierde       |
| Huerta       | Gana         | No participa | No participa | Gana         | No participa | No participa | Gana         | No participa | No participa | No participa | Pierde       | No participa |
| López        | No participa | No participa | No participa | No participa | Gana         | Gana         | No participa | Pierde       | No participa | No participa | No participa | No participa |
| Macchiavello | No participa | No participa | No participa | No participa | Gana         | Pierde       | No participa | Gana         | Gana         | Pierde       | No participa | No participa |
| Castillo     | No participa | Gana         | No participa | No participa | Pierde       | No participa | No participa | No participa | Pierde       | No participa | No participa | No participa |
| Schopf       | No participa | Gana         | Pierde       | No participa | No participa | No participa | No participa | No participa | No participa | No participa | No participa | No participa |
| Reginato     | Gana         | Pierde       | No participa | No participa | No participa | No participa | No participa | No participa | No participa | No participa | No participa | No participa |
| Zamorano     | Pierde       | No participa | No participa | No participa | No participa | No participa | No participa | No participa | No participa | No participa | No participa | No participa |

     Gana y queda en primer lugar
     Gana y queda en segundo lugar
     Pierde y queda en último lugar, es eliminado del reality

### Prueba de Clasificación
| Familia | Prueba | Prueba       | Prueba       | Prueba       |
| ------- | ------ | ------------ | ------------ | ------------ |
| Familia | 1      | 2            | 3            | 4            |
| Curotto | Pierde | No participa | Gana         | Gana         |
| Zirpel  | Gana   | Gana         | No participa | No participa |
| Ortiz   | Pierde | No participa | Gana         | Pierde       |
| Ponce   | Gana   | Pierde       | Pierde       | No participa |

     Gana y avanza a la siguiente fase
     Gana y clasifica a la Gran Final
     Pierde pero no es eliminado
     Pierde y es eliminado de la competencia

## Recepción
El debut del reality show tuvo una alta sintonía, superando incluso a la teleserie de Mega ''Casa de muñecos'', así como también el resto del programa que mantuvo un rating bastante alto las 14 semanas que estuvo en emisión.

## Controversia
Durante el debut de Invencibles, y durante la emisión de dicho programa, se presentaron diversas polémicas, como el inesperado cambio de horario de emisión, que enfureció a los espectadores, o también el relator de las competencias en el debut del reality, lo cual incomodó a los que comenzaron a ver el programa, e incluso tanto los competidores mismos como los espectadores han acusado arreglos en los circuitos, como es el caso de la Prueba de Inicio del Episodio 13, donde la familia Ortiz, perdedora de la prueba, se quejó con la producción ya que, según él, la cuerda que sostenía la cubeta que ambos equipos debían llenar con agua para que el peso del líquido fuera mayor que el contrapeso que estaba atado al otro extremo, estaba más larga que la de sus rivales, lo que provocaba una demora en el descenso de la cubeta. Además, como la Gran Final fue grabado la tarde del mismo día de su emisión, se filtró el ganador del programa horas antes de que la señal transmitiera el último episodio del reality. La más polémica de todas fue una supuesta ''ayuda'' al equipo Curotto contra los Zirpel en la Gran Final, ya que en el último obstáculo, que era subir una estructura y pasar por tres muros de elásticos, y después pasar por arriba y abajo de unas vigas para ir al siguiente muro, uno de los integrantes del equipo dirigido por Pangal Andrade pasó por arriba de los elásticos en lugar de ir por el medio, lo cual le facilitaba el paso y se le hacía menos complicada la prueba, además de que también pasó por arriba una viga que debía pasar por abajo, mas esto fue más tarde aclarado, ya que tanto los Curotto como los Zirpel cometieron el mismo error en las vigas, lo cual se cree que pudo haber sido por nerviosismo y tensión, y acerca del muro de elásticos, se dice que estuvo bien que se pasara por donde había menos elásticos, ya que aun así estaba dentro del obstáculo.